# یوسف اسمتس
یوسف اسمتس (انگلیسی: Joseph Smeets؛ زادهٔ ۱۱ اوت ۱۹۵۹) دوچرخه‌سوار اهل بلژیک است.